# Дасі

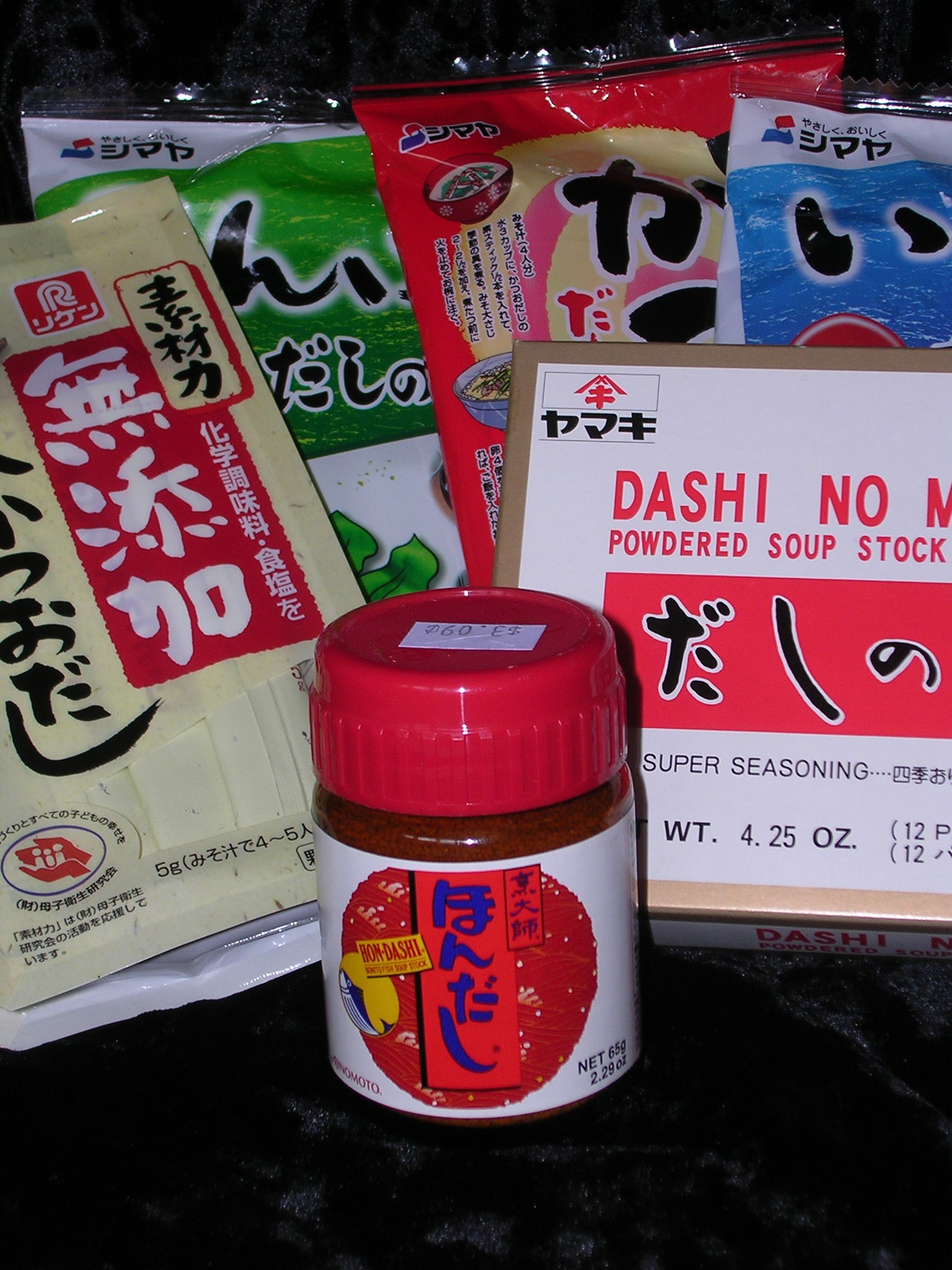
Зразки упаковок даші

Япо́нський бульйо́н, або Даші (яп. 【出し】, だし, «бульйон») — традиційний японський бульйон, основа багатьох страв японської кухні, супів, соусів. Існують різні види даші, серед яких найпопулярніші:
- тунцевий бульйон (【鰹だし】, кацуо даші) — з сушених пластівців тунця (кацуобуші).
- сардиновий бульйон (【煮干だし】, нібоші даші) — з маленьких сушених сардин (нібоші);
- ламінарієвий бульйон (【昆布だし】, комбу даші) — з сушеної водорості-ламінарії (комбу);
- грибний бульйон (【干椎茸だし】, хоші-шійтаке даші) — з сушених грибів шіїтаке.

Існує також концентрат даші у вигляді порошку або рідини.